# Internationaler Gewerkschaftsbund
Der Internationale Gewerkschaftsbund (IGB; englisch International Trade Union Confederation, ITUC; französisch Confédération syndicale internationale, CSI) ist ein internationaler Gewerkschaftsdachverband. Er entstand im Zuge der Globalisierung durch den Zusammenschluss der beiden internationalen Gewerkschaftsorganisationen Internationaler Bund Freier Gewerkschaften (IBFG) und Weltverband der Arbeitnehmer (WVA) sowie acht bisher keinem internationalen Dachverband angeschlossener Gewerkschaften.
Dem IGB gehörten im November 2017 nach eigenen Angaben 331 Gewerkschaften aus 163 „Ländern und Territorien“ mit rund 202,3 Millionen Mitgliedern an, darunter auch der Deutsche Gewerkschaftsbund mit 6 Millionen Mitgliedern, der Österreichische Gewerkschaftsbund mit etwa 1,22 Mio. Mitgliedern und der Schweizerische Gewerkschaftsbund mit 380.000 Mitgliedern.
Den 7. Oktober hat der IGB zum Welttag für menschenwürdige Arbeit (englisch world day for decent work) erklärt.

## Geschichte

### Gründungskongress
Der Gründungskongress des IGB fand vom 1. bis 3. November 2006 in Wien statt.
Zur Präsidentin wurde Sharan Burrow, Vorsitzende des australischen Gewerkschaftsbundes ACTU, gewählt. Der Kongress verabschiedete u. a. das Programm, die Satzung und die Geschäftsordnung des IGB.
Das Programm enthält die Abschnitte
- Die Globalisierung verändern
- Die Herausforderung multinationaler Unternehmen
- Die Gewerkschaftsrechte schützen und fördern
- Bekämpfung von Diskriminierung, Durchsetzung von Gleichstellung
- Beendigung von Kinderarbeit
- Eine menschenwürdige Zukunft für jugendliche Beschäftigte
- Gesunde und sichere Arbeitsplätze für alle
- Die Internationale Arbeitsorganisation als globaler Bezugspunkt
- Frieden, Sicherheit und die Vereinten Nationen
- Organisierung
- Der neue Internationalismus

### 2. Weltkongress 2010
Auf dem 2. Weltkongress vom 21. bis 25. Juni 2010 im kanadischen Vancouver wurde der bisherige Erste Stellvertretende Vorsitzende, der DGB-Vorsitzende Michael Sommer, zum Präsidenten gewählt. Die bisherige Präsidentin Sharan Burrow löste als Generalsekretärin den Briten Guy Ryder ab, der zur ILO nach Genf wechselte.
Der 2. Weltkongress verabschiedete
- eine „Hauptplenarentschließung: 'Aus der Krise ... mit globaler Gerechtigkeit'“

sowie dreizehn Entschließungen:
- Die Globalisierung verändern
- Die grundlegenden Arbeitnehmerrechte fördern und schützen
- Gleichstellung der Geschlechter
- Ein nachhaltiges und gerechtes Entwicklungsmodell für das 21. Jahrhundert
- Globale Gewerkschaften und globale Unternehmen
- Organisierung
- Ein menschenwürdiges Leben für jugendliche Arbeitnehmerinnen und Arbeitnehmer
- Die Internationale Arbeitsorganisation
- Demokratie, Frieden, Sicherheit und die Rolle der Vereinten Nationen
- Den Klimawandel durch eine nachhaltige Entwicklung und einen gerechten Übergang bekämpfen
- Wanderarbeitskräfte
- Den sozialen Schutz ausweiten und für guten Arbeitsschutz sorgen
- Kampf gegen HIV/Aids[5]

### 3. Weltkongress 2014
Der 3. Weltkongress des IGB fand vom 18. bis 23. Mai 2014 in Berlin statt.
Der Kongress nahm
- eine „Kongresserklärung“ zu den Themen
  - Die globale Wirtschaft,
  - Ungleichheit,
  - Die Rolle der Gewerkschaften,
  - Die globale Erwerbsbevölkerung,
  - Klimaschutz,
  - Frieden und Demokratie,
  - Schlussfolgerung[7],
- drei „Aktionsrahmen“:
  - Förderung der Rechte[8],
  - Nachhaltige Arbeitsplätze[9],
  - Gewerkschaftswachstum[10]

sowie eine
- Dringlichkeitsentschließung - Türkei[11]

an.
Die Generalsekretärin gab im Plenum eine Erklärung zur Ukraine ab.
Seit 2014 ist João Antonio Felicio vom brasilianischen Gewerkschaftsbund CUT Präsident des IGB.

### 4. Weltkongress 2018
Vom 2. bis 7. Dezember 2018 fand in Kopenhagen der 4. IGB-Weltkongress statt. Das Kongressthema lautete „Building Workers’ Power: Die Regeln neu festlegen“. Es soll darum gehen
„mehr Mitglieder zu gewinnen und den Einfluss der Gewerkschaften auszubauen, um das aktuelle, von der Wirtschaft beherrschte Globalisierungsmodell durch Kampagnen für globale und innerstaatliche rechtliche Rahmenbedingungen, die die Menschen in den Vordergrund stellen und die ungebremste Macht multinationaler Unternehmen und Finanzinstitute eindämmen, in Frage zu stellen.“

### 5. Weltkongress 2022
Der 5. IGB-Weltkongress fand vom 17. bis 22. November 2022 in Melbourne unter dem Kongressmotto „Ein neuer Sozialvertrag“ statt.
Neben der Kongresserklärung, in der ein neuer Sozialvertrag gefordert wird, hat der Kongress Dringlichkeitsentschließungen zur Islamischen Republik Iran, zur Bekämpfung der extremen Rechten und zur Invasion Russlands in die Ukraine angenommen.
Zum neuen IGB-Generalsekretär wurde Luca Visentini gewählt, der am 11. März 2023 aufgrund des Vertrauensverlustes im Zusammenhang mit der Korruptionsaffäre im EU-Parlament seines Amtes enthoben wurde. Ein Nachfolger sollte auf einem außerordentlichen Kongress im Mai 2023 gewählt werden, der Kongress wurde auf Oktober 2023 verschoben. Geschäftsführer und einzige Kandidat ist Luc Triangle aus Belgien.

### 6. (außerordentlicher) Weltkongress 2023
Der 6. (außerordentliche) Weltkongress fand am 12. Oktober 2023 virtuell statt und wählte Luc Triangle zum neuen Generalsekretär.

## Organisatorischer Aufbau, Kooperationen
Die leitenden Organe des Bundes sind sein Kongress, der alle vier Jahre stattfindet, sowie sein Vorstand und sein Lenkungsausschuss.
Der IGB hat vier Regionalorganisationen: die Regionalorganisation für Asien/Pazifik (IGB-AP), die Regionalorganisation für Afrika (IGB-AF), die Regionalorganisation für Gesamtamerika (IGB-TUCA) und die Regionalorganisation Arabischer Gewerkschaftsbund (ATUC), und er arbeitet eng mit dem Europäischen Gewerkschaftsbund zusammen, u. a. im Rahmen des Pan-Europäischen Regionalrates (PERR).
Der IGB unterhält zudem enge Beziehungen zu den Globalen Gewerkschaftsföderationen (GUFs) und zum Gewerkschaftlichen Beratungsausschuss bei der OECD (TUAC). Außerdem arbeitet er eng mit der Internationalen Arbeitsorganisation und mit verschiedenen anderen Sonderorganisationen der UN zusammen.
Sitz des IGB ist Brüssel.

## Themen und Prioritäten
Als Themen werden auf der Web-Seite des IGB angegeben:
- Entwicklungszusammenarbeit[23]
- Frauen[24]
- Globale Wirtschaft[25]
- Hausangestellte[26]
- HIV/AIDS[27]
- Jugend[28]
- Kinderarbeit/Zwangsarbeit[29]
- Klimawandel[30]
- Menschen- und Gewerkschaftsrechte[31]
- Migration[32]

als Prioritäten:
- Count Us In![33]

(Bei „Count Us In!“ handelt es sich um ein Programm „zur Erhöhung der Zahl der weiblichen Gewerkschaftsmitglieder und der Vertretung von Frauen in den Führungsgremien der Gewerkschaften“.)
- Gefährdete Länder[35]
- Globale Kohärenz[36]
- Globale Lenkung der Migration[37]
- Hausangestellte[38]
- Organisierung[39]

## Programmatische Positionen des IGB

### zu IWF, Weltbank und WTO
In seinem Programm bezieht der IGB zum IWF, zur Weltbank und zur WTO Stellung:
- „9. Die wirksame und demokratische Lenkung der globalen Wirtschaft erfordert eine grundlegende Reform der relevanten internationalen Organisationen, vor allem des Internationalen Währungsfonds (IWF), der Weltbank und der Welthandelsorganisation (WTO). Ihre Entscheidungsprozesse müssen transparenter und demokratischer und ihre kollektiven politischen Positionen müssen kohärenter werden. Gleichzeitig müssen alle Organisationen erkennen, dass die Menschenrechte Vorrang vor finanziellen, kommerziellen oder wirtschaftlichen Regulierungsmaßnahmen haben. Die Regierungen müssen ihre Aufgabe, sie zu lenken und sie zu umfassender Kohärenz und zu einer rechenschaftspflichtigen Zusammenarbeit zu veranlassen, ernster nehmen, damit demokratisch beschlossene Ziele erreicht werden.“

Speziell zu IWF und Weltbank:
- „11. Der IWF und die Weltbank führen weiterhin arbeitnehmer- und armenfeindliche Programme durch und unterstützen typischerweise Privatisierungen, die Liberalisierung des Handels und der Investitionen sowie eine Deregulierung des Arbeitsmarktes. In vielen Ländern haben sie die Möglichkeiten des Staates, für eine wirksame Lenkung zu sorgen, untergraben. Die internationalen Finanzinstitutionen müssen die vom IGB vorgeschlagenen Alternativen, die eine nachhaltige und sozial gerechte Entwicklung fördern, anstatt sie zu untergraben, aufgreifen.“

Speziell zur WTO:
- „12. Seit ihrer Gründung ist die WTO das Instrument für ein unhaltbares Handelsliberalisierungsmodell gewesen, das die Ausbeutung der Arbeitnehmerinnen und Arbeitnehmer, die Entwicklungsungleichheiten, die Umweltzerstörung und geschlechtsbedingte Ungleichgewichte verschärft. Der Kongress ist sich bewusst, dass das internationale Handelssystem nicht entwicklungsfördernd ist und dass im Rahmen einer integrierten Anstrengung des gesamten multilateralen Systems dafür gesorgt werden muss, dass dies der Fall ist. Die Entwicklungsländer müssen über genügend Spielraum verfügen, um mit der Agenda für menschwürdige Arbeit vereinbare industrielle Entwicklungsstrategien im Inland verfolgen und uneingeschränkt an den Entscheidungsprozessen der WTO mitwirken zu können.“
- „13. Der Kongress weist zudem auf die zwingende Notwendigkeit hin, dass die WTO soziale und arbeitsrelevante Fragen aufgreift und fordert sie auf, eine Arbeitsgruppe oder ein ständiges Arbeitsforum für die Bereiche Handel, soziale Entwicklung und Arbeitsnormen einzusetzen, unter umfassender Beteiligung der Internationale Arbeitsorganisation. Der IGB muss auf die Aufnahme einer Arbeitnehmerrechtsklausel in die WTO-Statuten hinarbeiten, um zu erreichen, dass alle zwischen den einzelnen Ländern gehandelten Waren und Dienstleistungen im Einklang mit den Kernarbeitsnormen produziert und verteilt werden. Eine derartige Klausel wäre antiprotektionistisch, entwicklungsfördernd und ein unerlässliches Instrument für soziale Gerechtigkeit in einem offenen Welthandelssystem. Begleitet werden sollte sie von technischer Zusammenarbeit, um die Länder bei der umfassenden Einhaltung der Arbeitsnormen zu unterstützen.“

### zur ILO
Die Internationale Arbeitsorganisation (IAO / ILO) wird an mehreren Stellen der Programms des IGB erwähnt. Ihr ist darüber hinaus ein ganzer Abschnitt des Programms gewidmet:
"Die Internationale Arbeitsorganisation als globaler Bezugspunkt
- „33. Der Kongress bekräftigt erneut seine nachdrückliche Unterstützung der Internationalen Arbeitsorganisation bei der Erfüllung ihres ständigen historischen Mandats für die Förderung von sozialer Gerechtigkeit und der Rechte und Interessen der Arbeitnehmerinnen und Arbeitnehmer weltweit. Er verpflichtet den IGB über die IAO-Arbeitnehmergruppe zur Stärkung der IAO, zur Ausweitung der Beteiligung von Frauen daran und zur Erhöhung der Wirksamkeit ihrer Arbeit.“
- „34. Der Kongress unterstützt die IAO-Agenda für menschenwürdige Arbeit - Umsetzung internationaler Arbeitsnormen, politische Strategien zur Erreichung von Vollbeschäftigung, sozialer Schutz und sozialer Dialog -, durch die die Organisation ihre Position und Sichtbarkeit erhöht hat, und er fordert den IGB auf, sich umfassend an ihrer konkreten Umsetzung zu beteiligen.“

sowie die folgenden Absätze 35. bis 37..

### zur UNO
Die Vereinten Nationen (UNO) werden an mehreren Stellen der Programms des IGB erwähnt. Ihnen ist darüber hinaus ein Großteil des Abschnitts
„Frieden, Sicherheit und die Vereinten Nationen“ (Absätze 38.–45.)
gewidmet:
- „38. Der Kongress bekräftigt erneut die Verpflichtung des IGB, eine friedliche und sichere Welt herbeizuführen, in der die Menschen aller Länder in gegenseitiger Achtung und Toleranz miteinander leben, ohne die Gefahr von bewaffneten Konflikten, Terror - seitens staatlicher oder nichtstaatlicher Akteure - oder anderen Formen von Gewalt. Frieden ist eine Vorbedingung für das Erreichen der Gewerkschaftsziele.“
- „39. Der Kongress lehnt Unilateralismus in internationalen Fragen ab und verpflichtet den IGB zu jeder möglichen Unterstützung der tragenden Rolle der Vereinten Nationen bei der Wahrung von Frieden und der friedlichen Beilegung von Konflikten. Er verurteilt den Beschluss aus dem Jahr 2003, den Krieg im Irak ohne ausdrückliche Genehmigung der UN zu beginnen und fordert eine Rolle für die UN, um die Besatzung dieses Landes zu beenden.“